# マレット (アスティ県)
マレット（伊: Maretto）は、イタリア共和国ピエモンテ州アスティ県にある、人口約400人の基礎自治体（コムーネ）。

## 地理

### 位置・広がり

#### 隣接コムーネ
隣接するコムーネは以下の通り。
- コルタンドーネ
- コルタッツォーネ
- モナーレ
- ロアット
- ヴィッラフランカ・ダスティ

#### 地震分類
イタリアの地震リスク階級 (it) では、4 に分類される
。

## 行政

### 分離集落
マレットには、以下の分離集落（フラツィオーネ）がある。
- Barbone, Melona, Nicoline, Serra Campia, Serra Goria, Simonetti, Val Cerreto